# Recriação histórica da batalha de Little Bighorn

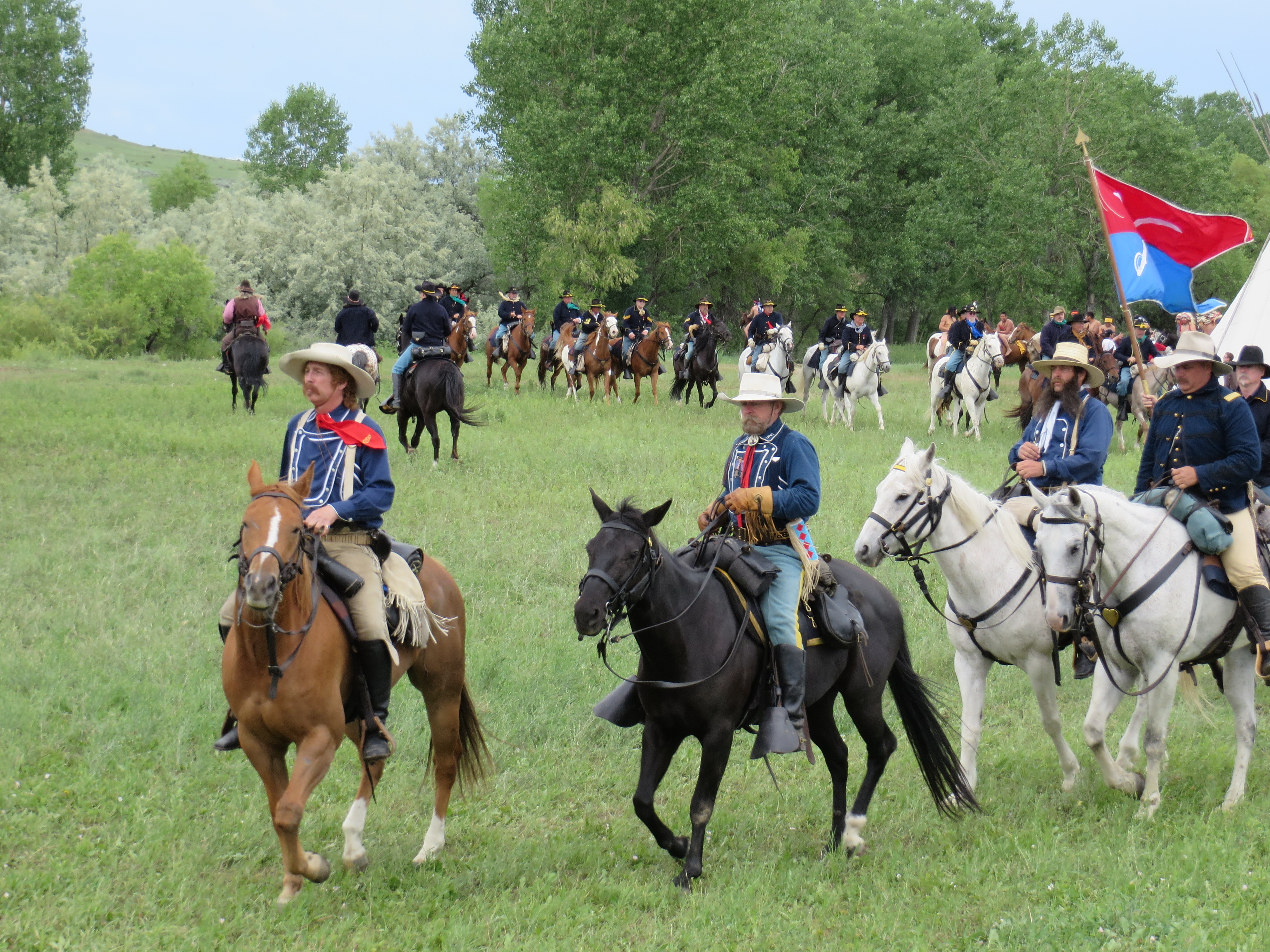
Recriação da Batalha de Little Bighorn, 2013.

A recriação da Batalha de Little Bighorn é um evento de recriação histórica da Batalha de Little Bighorn. Desde a década de 1990, houve dois eventos realizados anualmente perto do aniversário da batalha no final de junho, embora em 2015 apenas um evento tenha sido programado para ocorrer.

## A recriação da batalha
A família Real Bird conduz a reconstituição da Batalha de Little Bighorn desde 1995, nas margens do rio Little Bighorn, perto da East Frontage Road, entre a Crow Agency e Garryowen, Montana. O local da reconstituição é às margens do rio Little Bighorn, em frente ao "Medicine Tail Coulee", onde a batalha pode ter ocorrido.

## Reconstituição dos últios momentos de Custer

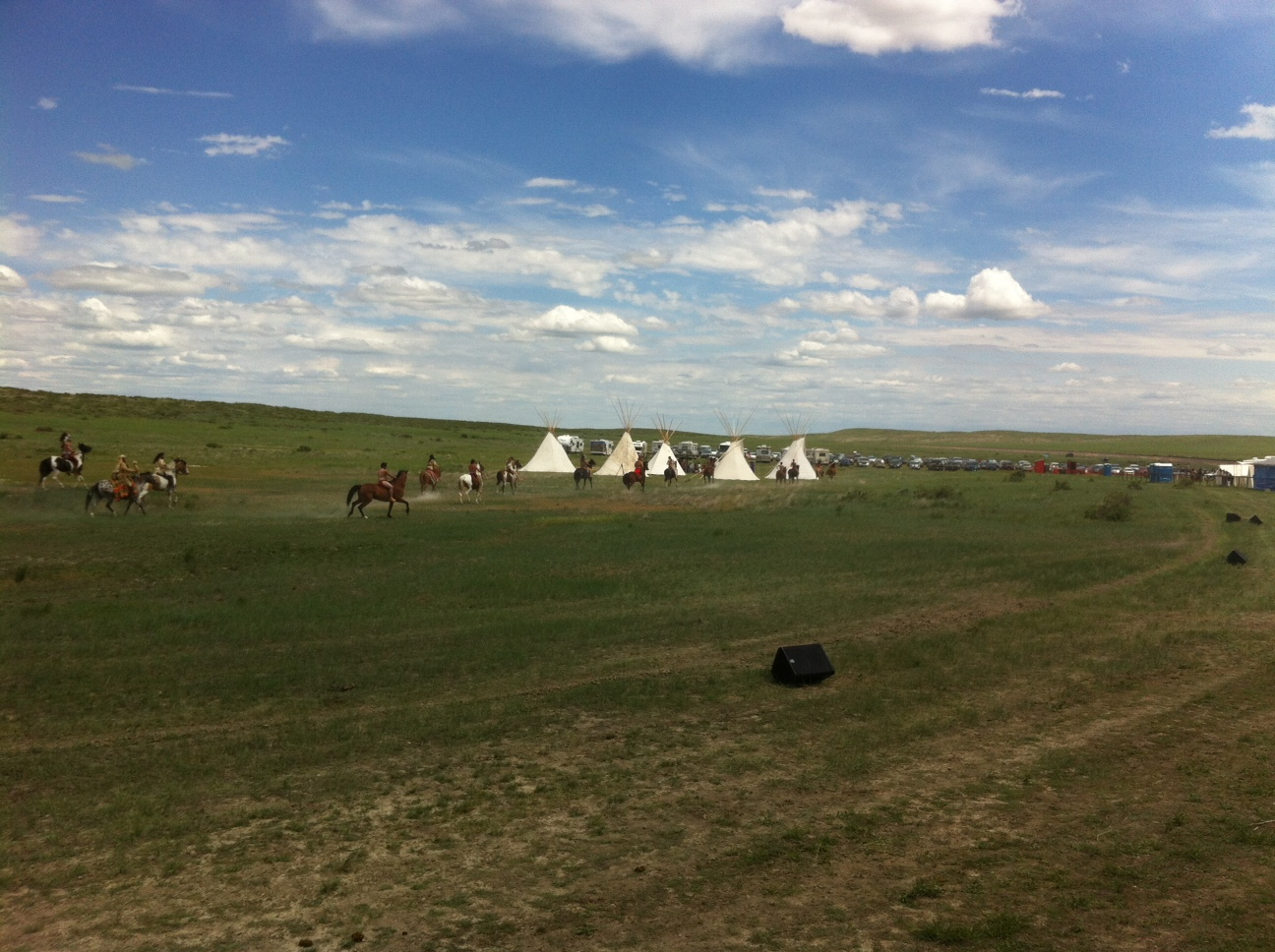
O "Custer's Last Stand Reenactment", 2013

A Câmara de Comércio e Agricultura da área de Hardin conduziu anualmente a "Custer's Last Stand Reenactment" realizada a 6 milhas fora de Hardin, Montana na Old US Highway 87. Joe Medicine Crow escreveu o roteiro da narrativa em 1965, que narra os eventos significativos que levaram até a batalha. Embora a reconstituição tenha sido realizada anualmente desde o início de 1990, o evento de 2015 foi cancelado devido aos custos, e a reconstituição de 2020 foi cancelada devido à pandemia de COVID, uma reconstituição foi agendada para 2021.